# Viktor Zaysev
Viktor Dmitriyevich Zaysev (russisch Виктор Дмитриевич•Зайцев, Wiktor Dmitrijewitsch Saizew, engl. Transkription Viktor Zaytsev; * 6. Juni 1966 in Taschkent) ist ein ehemaliger usbekischer Speerwerfer.
Für die Sowjetunion startend gewann er bei den Leichtathletik-Europameisterschaften 1990 in Split Silber, kam aber im Jahr darauf bei den Leichtathletik-Weltmeisterschaften in Tokio nicht über die Vorrunde hinaus. Auch bei den Olympischen Spielen 1992 in Barcelona, bei denen er ein Teil des Vereinten Teams war, wie auch als Repräsentant Usbekistans bei den Weltmeisterschaften 1993 in Stuttgart und 1995 in Göteborg schied er in der Qualifikation aus.
Bei den Asienspielen gewann er 1994 Bronze, bei den Leichtathletik-Asienmeisterschaften 1995 Silber. Seine Bestweite von 87,20 m stellte er am 23. Juni 1992 in Moskau auf. Sein Sohn Ivan Zaysev ist für Usbekistan ebenfalls als Speerwerfer aktiv, wie auch dessen Ehefrau Anastasiya Svechnikova.